# NGC 76
Az NGC 76 egy spirálgalaxis a Andromeda (Androméda) csillagképben.

## Felfedezése
Az NGC 76 galaxist Guillaume Bigourdan fedezte fel 1884. szeptember 22-én.

## Tudományos adatok
A galaxis 7327 km/s sebességgel távolodik tőlünk.